# Kuartango
Kuartango és un municipi d'Àlaba, de la Quadrilla d'Añana. Es tracta d'una ampla vall encaixonada entre serres i recorregut per dos rius, el Baias, que ho travessa de nord a sud i el Vadillo, afluent del Baias que discorre d'oest a est, 580 m. Pel nord tanquen la vall les serres de Gilarte i de Gibijo, amb altures que oscil·len entre els 700 i els 900 metres, destacant el pic Marinda de 915 metres d'altura. La serra de Badaya tanca la vall per la seva banda oriental separant Kuartango de la Planada Alabesa. El punt més alt de la mateixa és el bec d'Alturons, de 1042 m d'altura. Pel sud, tanca la vall la serra de Arcamo, que arriba als 1171 m en el pic de la Cruceta. Entre les serralades d'Arcamo i de Badaya, el riu Baias s'obre pas creant un congost que rep el nom de Portillo de Techa i que posa en comunicació Kuartango amb les valls situades més al sud. El portillo de Techa ha estat en el passat una barrera natural que ha marcat el límit entre àrees culturals diferenciades. La capital del municipi, Zuhatzu Kuartango, està a 27 km de distància de Vitòria.

## Topònim
El nom de la vall s'ha escrit tradicionalment com Kuartango, encara que no sempre ha estat així. En 1025 Kuartango va aparèixer esmentat per primera vegada en un text escrit, en la Reja de San Millán, i ho va fer sota el nom de Quartanigo. Ja en època contemporània, l'Euskaltzaindia va decidir que la forma escrita normativa del topònim en èuscar havia de ser Kuartango i el mateix ajuntament de la vall va decidir oficialitzar aquest nom. Des de 1997 l'única denominació oficial del municipi és la basca, és a dir Kuartango.
Sobre l'origen del nom, aquest sembla d'origen llatí. Els historiadors consideren provat que Kuartango va ser una vall oberta a una important colonització romana. L'historiador i etnógrafo Julio Caro Baroja considerava de fet que el nom de la vall provenia del llatí Quartanicum i sostenia que aquest nom es devia al fet que la vall havia estat utilitzat com campament militar romà durant les guerres càntabres per la legió IV Macedonica, els soldats de la qual rebien l'apel·latiu de quartani segons l'historiador romà Tàcit. Se sap que aquesta legió va estar posteriorment assentada en les proximitats de Reinosa, però Baroja va plantejar la hipòtesi que en el transcurs de les guerres cántabres el seu campament original hagués estat molt més a l'est i fora del territori cántabro, des d'on es pogués haver escomès un moviment cap a l'oest en el transcurs de les operacions. Juntament amb altres troballes arqueològiques que proven la presència romana, altre factor determinant és la toponímia de la vall, on els noms de diversos pobles: Apricano, Arriano, Catadiano, Jocano, Sendadiano, estan formats per noms propis d'origen llatí seguits de la desinència -anus, derivada del llatí -anum. Per això Caro Baroja considerava que aquests llogarets havien estat originalment possessions rústiques o fundus romans, sent el nom del seu propietari original el qual es mantenia en el nom de la població. Com hipòtesi suggeria que la vall pogués haver acollit a veterans quartani de les Guerres Càntabres anomenats Aper, Arrius o Catedius.

## Pobles del municipi
El municipi està compost per una vintena de pobles. Tan solament la capital, Zuhatzu Kuartango, que s'acosta als 80 habitants té cert pes, ja que cap dels restants pobles supera els 40 habitants. Alguns estan ja deshabitats o a punt de quedar així. Quant al status jurídic dels pobles, existeixen 10 concejos en el municipi, que són gestionats per juntes administratives que té jurisdicció sobre determinats assumptes com els terrenys comuns del concejo. Alguns dels concejos inclouen diversos pobles. Els concejos són: 
- Anda (71 habitants). Aquest concejo inclou 3 pobles: 
  - Anda (30 habitants).
  - Andagoia (35 habitants).
  - Katadiano (6 habitants).
- Aprikano (20 habitants).
- Etxabarri Kuartango (20 habitants).
  - inclou el poble despoblat de Tortura.
- Jokano (30 habitants)
- Luna (54 habitants). Aquest concejo agrupa 4 pobles.
  - Artxua (10 habitants).
  - Arriano (17 habitants).
  - Gilarte (7 habitants).
  - Luna (20 habitants).
- Marinda. (36 habitants). Aquest concejo agrupa 5 pobles.
  - Iñurrieta (despoblat).
  - Marinda (1 habitant).
  - Santa Eulalia o Ondokolanda (22 habitants).
  - Urbina Basabe (1 habitant).
  - Villamanca (12 habitants).
- Sendadiano (20 habitants).
- Urbina Eza (7 habitants).
- Uribarri Kuartango (7 habitants).
- Zuhatzu Kuartango (80 habitants). És la capital del municipi.

## Història
La vall de Kuartango va ser durant l'edat mitjana possessió de la poderosa casa d'Ayala. Quan el comte de Salvatierra pertanyent a aquesta casa va ser derrotat en la Revolta de les Comunitats de Castella, la vall va passar a ésser de realengo. Es va crear llavors la Germandat de Kuartango, que agrupava als llogarets de la vall i que es va integrar en 1463 en la Germandat d'Àlaba. En el segle xix la Germandat es va convertir en municipi.

## Política
L'actual alcalde és Eduardo Fernandez de Pinedo, del PNB. En les últimes eleccions autonòmiques, al maig de 2015, la llista més votada va ser el partit nacionalista PNB amb el 60,83% dels vots, seguit d'EH Bildu amb el 25,83% i el PP amb el 10,42%.

## Personatges il·lustres
- Pascual de Andagoya: (1498-1548). Explorador i conquistador del continent americà. Va ser un dels fundadors de la ciutat de Panamà i descobridor del Perú.